# Wei Shaoxuan
Wei Shaoxuan, född 22 november 2000, är en kinesisk bågskytt. Han deltog vid olympiska sommarspelen 2020.